# Отряд (биология)
Отря́д (лат. ordo, мн. ч. ordines) — один из основных рангов иерархической классификации в зоологической систематике. По установившейся советской традиции в работах по ботанической, микологической, бактериологической и вирусологической систематике этот же ранг (ordo) называют порядком.
В иерархии систематических категорий отряд стоит ниже класса и выше семейства.
Примеры:
- Насекомое Белянка капустная (Pieris brassicae) относится к отряду Чешуекрылые (Lepidoptera).
- Цветковое растение Пиерис японский (Pieris japonica) относится к порядку Верескоцветные (Ericales).

## Производные ранги
Иногда (при классификации отдельных клад) используют также производные ранги. Ниже приведены названия таксономических категорий, смежных с категорией отряда:
- в зоологии:

| Название                    | Значение префикса   | Пример           |
| --------------------------- | ------------------- | ---------------- |
| магнотряд (лат. magnordo)   | magnus: великий     | Boreoeutheria    |
| надотряд (лат. superordo)   | super: над          | Euarchontoglires |
| грандотряд (лат. grandordo) | grand: большой      | Euarchonta       |
| миротряд (лат. mirordo)     | mirus: удивительный | Primatomorpha    |
| отряд (лат. ordo)           |                     | Primates         |
| подотряд (лат. subordo)     | sub: под            | Haplorrhini      |
| инфраотряд (лат. infraordo) | infra: ниже         | Simiiformes      |
| парвотряд (лат. parvordo)   | parvus: малый       | Catarrhini       |

- в ботанике (система А. Л. Тахтаджяна):

| Название                    | Значение префикса | Пример    |
| --------------------------- | ----------------- | --------- |
| надпорядок (лат. superordo) | super: над        | Lamianae  |
| порядок (лат. ordo)         |                   | Lamiales  |
| подпорядок (лат. subordo)   | sub: под          | Lamiineae |

Некоторые из выше перечисленных таксономических категорий были введены в употребление относительно недавно. Так, промежуточные между надотрядом и отрядом категории грандотряда и миротряда были введены в работах М. Новачека (1986) и Маккенны и Белл (1997) при построении системы млекопитающих.

## История понятия
Отряд как ранг иерархической классификации живых организмов впервые был введён в употребление лейпцигским ботаником Августом Квиринусом Ривинусом (Бахманом) в его ботанических работах 1690-х гг. Карл Линней был первым, кто последовательно применил категорию отряда в разделении всех трёх принятых им царств природы (минералов, растений и животных) в своей работе Система природы (Systema Naturae) (1-е издание: 1735).

### Ботаника
Порядки растений, которые Карл Линней использовал в книгах Система природы (Systema Naturae) и «Виды растений» (Species Plantarum), были искусственными, введёнными лишь для того, чтобы разделить искусственные классы системы на более удобные для запоминания и определения растений мелкие группы.
Одновременно с этим Линней использовал категорию порядка в своей естественной системе, опубликованной в работах «Классы растений» (Classes plantarum, 1738) и Философия ботаники (Philosophia botanica, 1751). Эти группы получили название естественных порядков и в несколько переработанном виде использовались в естественных системах растений в течение XVIII и XIX вв. (включая системы в Prodromus Декандоля и Genera Plantarum Бентама и Гукера). В то же время, во французской ботанической литературе (начиная с работы Мишеля Адансона Familles naturelles des plantes (1763) и до начала XX века в качестве эквивалента латинского ordo использовалось французское слово famille (мн. ч. familles). Эта эквивалентность была формально закреплена правилами ботанической номенклатуры (Lois de la nomenclature botanique, 1868) Альфонса Декандоля, которые были предшественником используемого в настоящее время Международного кодекса ботанической номенклатуры.
В первых Международных правилах ботанической номенклатуры (1906) ранг семейства (familia) был закреплен за группами, которые до этого назывались во франкоязычной литературе «famille», в то время как название порядок (ordo) было сохранено для более высокого ранга, который в XIX веке нередко называли когортой (cohors, мн. ч. cohortes).
Некоторые из семейств растений все ещё сохраняют названия линнеевских «естественных порядков» или даже названия долиннеевских естественных групп, например, Palmae (пальмы) или Labiatae (губоцветные).

### Зоология
В зоологии некоторые линнеевские отряды выдержали проверку временем. Некоторые из предложенных им названий отрядов всё ещё находятся в употреблении — например, Lepidoptera для отряда, объединяющего бабочек и мотыльков, или Diptera для отряда, объединяющего мух и комаров.

## Названия отрядов (порядков)
Названия отрядов (порядков), как и названия других таксонов, ранг которых выше рода, являются униномиальными, то есть состоят из одного слова — существительного (или прилагательного, используемого как существительное) во множественном числе, написанного с заглавной буквы.
В ботанике и бактериологии для названий надпорядков используется стандартизированное окончание -anae, для названий порядков — окончание -ales, для названий подпорядков — окончание -ineae. Эти окончания добавляются к основе названия типового рода (основа определяется по форме родительного падежа): например, от названия рода Crossosoma (родительный падеж — Crossosomatis; русское название — Кроссосома) образовано название порядка Crossosomatales — Кроссосомоцветные.
В вирусологии для названий порядков должно использоваться стандартизированное окончание -virales, для названий подпорядков — окончание -virineae.
В зоологии хордовых для названий отрядов, входящих в группы бесчелюстных (Agnatha), рыб (Pisces) и класс птиц (Aves) используют стандартизированное окончание -iformes [например, Salmoniformes (Лососеобразные) или Galliformes (Курообразные)]. В других классах хордовых стандартизованные окончания для названий отрядов не применяются.